# Strophomenia
Strophomenia is een geslacht van wormmollusken uit de  familie van de Strophomeniidae.

## Soorten
- Strophomenia debilis (Nierstrasz, 1902)
- Strophomenia indica (Nierstrasz, 1902)
- Strophomenia lacazei Pruvot, 1899
- Strophomenia ophidiana Heath, 1911
- Strophomenia regularis Heath, 1911
- Strophomenia scandens (Heath, 1905)